# Ossinki
Ossinki (en rus: Осинки) és un poble de l'óblast de Vladímir, a Rússia, segons el cens del 2010 tenia 271 habitants. Pertany al districte municipal de Mélenki.